# Калыбаев, Диас Нурланович
Диас Нурланович Калыбаев (каз. Диас Нұрланұлы Қалыбаев; род. 25 августа 1999, Алма-Ата) — казахстанский футболист, нападающий клуба «Шахтёр».

## Карьера
В январе 2020 года перешёл в состав клуба «Жетысу». 30 ноября 2020 года в матче против клуба «Каспий» дебютировал в казахстанской Премьер-лиге (3:0), выйдя на замену на 82 минуте вместо Аслана Дарабаева. 18 июля 2021 года в матче против клуба «Туран» дебютировал в кубке Казахстана (2:0), выйдя на замену на 64-й минуте вместо Ильи Колпачука. 17 октября 2021 года в матче против клуба «Тараз» (1:2) забил свой дебютный мяч в казахстанской Премьер-лиге.
В начале 2022 года подписал контракт с клубом «Атырау».

## Карьера в сборной
Выступал за сборную Казахстана до 17 лет и за сборную Казахстана до 19 лет.

## Клубная статистика
| Игровая карьера | Игровая карьера | Игровая карьера | Лига | Лига | Кубок | Кубок | Межд. | Межд. | Др. | Др. |
| --------------- | --------------- | --------------- | ---- | ---- | ----- | ----- | ----- | ----- | --- | --- |
| 2020            | Жетысу          | А               | 1    | 0    | —     | —     | —     | —     | —   | —   |
| 2020            | Жетысу Б        | Б               | 7    | 6    | —     | —     | —     | —     | —   | —   |
| 2021            | Жетысу          | А               | 18   | 1    | 2     | 0     | —     | —     | —   | —   |
| 2021            | Жетысу М        | В               | 6    | 4    | —     | —     | —     | —     | —   | —   |
| 2022            | Атырау          | А               | 2    | 0    | —     | —     | —     | —     | —   | —   |